# Baoci Xingyan
Baoci Xingyan (chiń. upr. 报慈行言; chiń. trad. 報慈行言; pinyin Bàocí Xíngyán; kor. Poja Haengŏn ; jap. Hōji Gyōgen; wiet. Báo Từ Hành Ngôn) – chiński mistrz chan ze szkoły fayan.

## Życiorys
Pochodził z Quanzhou. Był uczniem i spadkobiercą Dharmy mistrza Fayana Wenyi.
Mnich spytał: „Dlaczego Pierwszy Patriarcha przyszedł z zachodu?”
Xingyan powiedział: „Nie zajmuję się takim pytaniem.”
Mnich spytał: „Jak mogę siedzieć w medytacji jak robili do przodkowie, aby nie było to ani złe ani dobre?”
Xingyan powiedział: „A jak siedzisz?”
Xingyan usłyszał głos gołębia i powiedział: „Co to za dźwięk?”
Mnich powiedział: „To głos gołębia.”
Xingyan powiedział: „Jeśli nie chcesz aby powstała bezgranicznie zła karma, to nie zniesławiaj prawdziwej Dharmy Tathagatów.”

## Linia przekazu Dharmy zen
Pierwsza liczba oznacza liczbę pokoleń mistrzów od 1 Patriarchy indyjskiego Mahakaśjapy.
Druga liczba oznacza liczbę pokoleń od 28/1 Bodhidharmy, 28 Patriarchy Indii i 1 Patriarchy Chin.
- 39/12. Xuefeng Yicun (822–902)
  - 40/13. Xuansha Shibei (835–908)
    - 41/14. Luohan Guichen (867–928)
      - 42/15. Fayan Wenyi (885–958) Szkoła fayan
        - 43/16. Qingliang Taiqin (zm. 974)
          - 44/17. Yunju Daoqi (926–997)
            - 45/18. Lingyin Wensheng (zm. ok. 1025)

        - 43/16. Tiantai Deshao(891–978)
          - 44/17. Yong’an Daoyuan (bd) autor Jingde chuandeng lu
          - 44/17. Yongming Yanshou (905–96) autor Zongjing lu

        - 43/16. Langye Huichao (zm. 979)
        - 43/16. Yongming Daoqian (zm. 961)
        - 43/16. Guizong Yirou (bd)
        - 43/16. Luohan Shouren (bd)
        - 43/16. Baizhang Daochang (zm. 991)
          - 44/17. Xixian Chengshi (bd) redaktor Zhaozhou yulu

        - 43/16. Daofeng Huizhu (bd) działał w Silli
        - 43/16. Baoci Wensui (bd)
        - 43/16. Baoci Xingyan (bd) (być może jest to Baoci Wensui)
        - 43/16. Bao’en Huiming (884/9–954/9)
        - 43/16. Guizong Cezhen (zm. 972)
        - 43/16. Chongshou Qizhou (zm. 992)
        - 34/16. Longguang (bd)
        - 34/16. Baota Shaoyan (899–971)
        - 34/16. Lingyin Qingsong (bd)
        - 34/16. Bao’en Guangyi (bd)
        - 34/16. Fa’an (zm. 968/76)
        - 34/16. Jingde Zhiyun (906–969)